# Allershausener Weiher
Der Allershausener Weiher ist ein künstliches Gewässer bei Allershausen, Landkreis Freising, Oberbayern.
Er befindet sich auf der linken Amperseite am nördlichen Rand der Münchner Schotterebene.